# Lesotho aux Jeux olympiques d'été de 1972
Le Lesotho participe aux Jeux olympiques d'été de 1972 à Munich. C'est la première fois que le pays participe aux Jeux d'été, six ans après son indépendance et une création du comité national en 1971.

## Athlétisme
Hommes
| Athlète         | Épreuve    | Séries   | Séries | Quart-finales | Quart-finales | Demi-finales | Demi-finales | Finale       | Finale       |
| Athlète         | Épreuve    | Résultat | Rang   | Résultat      | Rang          | Résultat     | Rang         | Résultat     | Rang         |
| --------------- | ---------- | -------- | ------ | ------------- | ------------- | ------------ | ------------ | ------------ | ------------ |
| Motsapi Moorosi | 100 mètres | 10.74    | 6e     | non qualifié  | non qualifié  | non qualifié | non qualifié | non qualifié | non qualifié |
| Motsapi Moorosi | 200 mètres | 21.15    | 4e     | 20.90         | 5e            | non qualifié | non qualifié | non qualifié | non qualifié |